# Eupatorin
Eupatorin ist eine chemische Verbindung aus der Gruppe der Flavone. Eupatorin kommt in verschiedenen Pflanzenarten des Tribus Eupatorieae vor, unter anderem in der Gattung Eupatorium (Eupatorium semiserratum, Eupatorium altissimum), aber auch in Merrillia caloxylon, Hyptis tomentosa, Lantana montevidensis, Centaurea arenaria, Lippia dulcis, Teucrium polium, Salvia limbata, Tanacetum vulgare und Orthosiphon stamineus.
Eupatorin beeinflusst die Mitose und führt zu Polyploidie und Apoptose. Eupatorin besitzt in Säugetierzellen antiproliferative Wirkung gegen Tumorzellen und wird durch Cytochrom P1 abgebaut. Gleichzeitig hemmt es Cytochrom P1 und STAT1α. Eupatorin hemmt die Genexpression von iNOS und COX-2 und wirkt dadurch entzündungshemmend.